# Asienspiele 2018/Leichtathletik
| Medaillenspiegel Leichtathletik (nach 48 von 48 Entscheidungen) | Medaillenspiegel Leichtathletik (nach 48 von 48 Entscheidungen) | Medaillenspiegel Leichtathletik (nach 48 von 48 Entscheidungen) | Medaillenspiegel Leichtathletik (nach 48 von 48 Entscheidungen) | Medaillenspiegel Leichtathletik (nach 48 von 48 Entscheidungen) | Medaillenspiegel Leichtathletik (nach 48 von 48 Entscheidungen) |
| Platz                                                           | Land                                                            | Gold                                                            | Silber                                                          | Bronze                                                          | Gesamt                                                          |
| --------------------------------------------------------------- | --------------------------------------------------------------- | --------------------------------------------------------------- | --------------------------------------------------------------- | --------------------------------------------------------------- | --------------------------------------------------------------- |
| 01                                                              | Volksrepublik China                                             | 12                                                              | 12                                                              | 10                                                              | 34                                                              |
| 02                                                              | Bahrain                                                         | 10                                                              | 7                                                               | 6                                                               | 23                                                              |
| 03                                                              | Indien                                                          | 8                                                               | 9                                                               | 3                                                               | 20                                                              |
| 04                                                              | Japan                                                           | 6                                                               | 2                                                               | 10                                                              | 18                                                              |
| 05                                                              | Katar                                                           | 4                                                               | 2                                                               | 1                                                               | 7                                                               |
| 06                                                              | Iran                                                            | 2                                                               | 1                                                               | —                                                               | 3                                                               |
| 07                                                              | Vietnam                                                         | 2                                                               | —                                                               | 3                                                               | 5                                                               |
| 08                                                              | Kasachstan                                                      | 1                                                               | 2                                                               | 4                                                               | 7                                                               |
| 09                                                              | Usbekistan                                                      | 1                                                               | 2                                                               | 1                                                               | 4                                                               |
| 10                                                              | Südkorea                                                        | 1                                                               | 1                                                               | 4                                                               | 6                                                               |
| 11                                                              | Kirgisistan                                                     | 1                                                               | 1                                                               | —                                                               | 2                                                               |
| 12                                                              | Thailand                                                        | —                                                               | 3                                                               | 1                                                               | 4                                                               |
| 13                                                              | Indonesien                                                      | —                                                               | 2                                                               | 1                                                               | 3                                                               |
| 14                                                              | Chinesisch Taipeh                                               | —                                                               | 2                                                               | —                                                               | 2                                                               |
| 15                                                              | Irak                                                            | —                                                               | 1                                                               | —                                                               | 1                                                               |
| 0                                                               | Tadschikistan                                                   | —                                                               | 1                                                               | —                                                               | 1                                                               |
| 17                                                              | Hongkong                                                        | —                                                               | —                                                               | 1                                                               | 1                                                               |
| 0                                                               | Kuwait                                                          | —                                                               | —                                                               | 1                                                               | 1                                                               |
| 0                                                               | Pakistan                                                        | —                                                               | —                                                               | 1                                                               | 1                                                               |
| 0                                                               | Saudi-Arabien                                                   | —                                                               | —                                                               | 1                                                               | 1                                                               |
| 0                                                               | Syrien                                                          | —                                                               | —                                                               | 1                                                               | 1                                                               |
| Total                                                           | Total                                                           | 48                                                              | 48                                                              | 49                                                              | 145                                                             |

Bei den Asienspielen 2018 in Jakarta, Indonesien, wurden vom 25. bis 30. August 48 Wettbewerbe in der Leichtathletik ausgetragen, 23 für Damen und 24 Herren sowie einen gemischten Staffelbewerb.

## Ergebnisse

### Männer

#### 100 m
| Platz | Athlet                  | Land | Zeit (s)  |
| ----- | ----------------------- | ---- | --------- |
| 1     | Su Bingtian             | CHN  | 09,92 GR  |
| 2     | Tosin Ogunode           | QAT  | 10,00 PB  |
| 3     | Ryōta Yamagata          | JPN  | 10,00 =PB |
| 4     | Abdullah Abkar Mohammed | KSA  | 10,10     |
| 5     | Yang Chun-han           | TPE  | 10,17     |
| 6     | Hassan Taftian          | IRI  | 10,19     |
| 7     | Lalu Muhammad Zohri     | INA  | 10,20     |
| 8     | Kim Kuk-young           | KOR  | 10,26     |

Wind: +0,8 m/s
Finale: 26. August

#### 200 m
| Platz | Athlet                 | Land | Zeit (s) |
| ----- | ---------------------- | ---- | -------- |
| 1     | Yūki Koike             | JPN  | 20,23 PB |
| 2     | Yang Chun-han          | TPE  | 20,23 NR |
| 3     | Salem Eid Yaqoob       | BHR  | 20,55    |
| 4     | Kim Kuk-young          | KOR  | 20,59    |
| 5     | Park Tae-geon          | KOR  | 20,61    |
| 6     | Shōta Iizuka           | JPN  | 20,68    |
| 7     | Mohamed Obaid al-Saadi | OMA  | 20,81    |
| 8     | Bie Ge                 | CHN  | 21,07    |

Wind: +0,7 m/s
Finale: 29. August

#### 400 m
| Platz | Athlet            | Land | Zeit (s) |
| ----- | ----------------- | ---- | -------- |
| 1     | Abdalelah Haroun  | QAT  | 44,89    |
| 2     | Muhammed Anas     | IND  | 45,69    |
| 3     | Ali Khamis Khamis | BHR  | 45,70    |
| 4     | Arokia Rajiv      | IND  | 45,84    |
| 5     | Julian Walsh      | JPN  | 45,89    |
| 6     | Michail Litwin    | KAZ  | 46,17    |
| 7     | Abubakar Abbas    | BHR  | 46,46    |
| 8     | Kalinga Kumarage  | SRI  | 46,49    |

Finale: 26. August

#### 800 m
| Platz | Athlet                  | Land | Zeit (min) |
| ----- | ----------------------- | ---- | ---------- |
| 1     | Manjit Singh            | IND  | 1:46,15 PB |
| 2     | Jinson Johnson          | IND  | 1:46,35    |
| 3     | Abubaker Haydar Abdalla | QAT  | 1:46,38    |
| 4     | Amir Moradi             | IRI  | 1:46,55 PB |
| 5     | Abraham Rotich          | BHR  | 1:47,05    |
| 6     | Jamal Hairane           | QAT  | 1:49,05    |
| 7     | Shō Kawamoto            | JPN  | 1:50,87    |
| 8     | Indunil Herath          | SRI  | 1:51,36    |

Finale: 28. August

#### 1500 m
| Platz | Athlet            | Land | Zeit (min) |
| ----- | ----------------- | ---- | ---------- |
| 1     | Jinson Johnson    | IND  | 3:44,72    |
| 2     | Amir Moradi       | IRI  | 3:45,62 SB |
| 3     | Mohammed Tiouali  | BHR  | 3:45,88    |
| 4     | Manjit Singh      | IND  | 3:46,57    |
| 5     | Adam Ali Mousab   | QAT  | 3:47,35    |
| 6     | Hamza Driouch     | QAT  | 3:47,84    |
| 7     | Adnan Taess Akkar | IRQ  | 3:49,02    |
| 8     | Yuxi Luo          | CHN  | 3:49,36 SB |

Finale: 30. August

#### 5000 m
| Platz | Athlet               | Land | Zeit (min)  |
| ----- | -------------------- | ---- | ----------- |
| 1     | Birhanu Balew        | BHR  | 13:43,17    |
| 2     | Albert Kibichii Rop  | BHR  | 13:43,76    |
| 3     | Tariq Ahmed al-Amri  | KSA  | 13:56,49    |
| 4     | Hossein Keyhani      | IRI  | 14:08,69 PB |
| 5     | Yaser Salem Bagharab | QAT  | 14:16,68    |
| 6     | Govindan Lakshmanan  | IND  | 14:17,09    |
| 7     | Nguyễn Văn Lai       | VIE  | 14:56,09    |
| 8     | Syamsuddin Massa     | INA  | 15:03,76    |

Finale: 30. August

#### 10.000 m
| Platz | Athlet                | Land | Zeit (min)  |
| ----- | --------------------- | ---- | ----------- |
| 1     | Hassan Chani          | BHR  | 28:25,54    |
| 2     | Abraham Cheroben      | BHR  | 29:00,29    |
| 3     | Zhao Changhong        | CHN  | 30:07,49    |
| 4     | Kieran Tuntivate      | THA  | 30:29,04    |
| 5     | Zhu Renxue            | CHN  | 30:57,13    |
| 6     | Munkhbayar Narandulam | MNG  | 31:28,00    |
| 7     | Mohanad Ali           | PLE  | 31:44,14 PB |
| 8     | Welman David Pasaribu | INA  | 31:46,56 PB |

26. August

#### Marathon
| Platz | Athlet               | Land | Zeit (h) |
| ----- | -------------------- | ---- | -------- |
| 1     | Hiroto Inoue         | JPN  | 2:18:22  |
| 2     | El Hassan el-Abbassi | BHR  | 2:18:22  |
| 3     | Duo Bujie            | CHN  | 2:18:48  |
| 4     | Hayato Sonoda        | JPN  | 2:10:04  |
| 5     | Bat-Otschiryn Ser-Od | MNG  | 2:23:42  |
| 6     | Ri Kang-bom          | PRK  | 2:23:42  |
| 7     | Dong Guojian         | CHN  | 2:23:55  |
| 8     | Tony Ah Thit Payne   | THA  | 2:24:52  |

25. August

#### 20 km Gehen
| Platz | Athlet              | Land | Zeit (h)   |
| ----- | ------------------- | ---- | ---------- |
| 1     | Wang Kaihua         | CHN  | 1:22:04    |
| 2     | Toshikazu Yamanishi | JPN  | 1:22:10    |
| 3     | Jin Xiangqian       | CHN  | 1:25:41    |
| 4     | Kim Hyun-sub        | KOR  | 1:27:17    |
| 5     | Eiki Takahashi      | JPN  | 1:27:31    |
| 6     | Georgi Scheiko      | KAZ  | 1:27:58    |
| 7     | Choe Byeong-kwang   | KOR  | 1:29:49    |
| 8     | Bayu Prasetyo       | INA  | 1:42:35 PB |

29. August

#### 50 km Gehen
| Platz | Athlet          | Land | Zeit (h)   |
| ----- | --------------- | ---- | ---------- |
| 1     | Hayato Katsuki  | JPN  | 4:03:30    |
| 2     | Wang Qin        | CHN  | 4:06:48    |
| 3     | Joo Hyun-myeong | KOR  | 4:10:21    |
| 4     | Satoshi Maruo   | JPN  | 4:14:13    |
| 5     | Hendro Hendro   | INA  | 4:32:20 NR |
|       | Wang Rui        | CHN  | DNF        |
|       | Park Chil-sung  | KOR  | DSQ        |
|       | Sandeep Kumar   | IND  | DSQ        |

30. August

#### 110 m Hürden
| Platz | Athlet            | Land | Zeit (s)  |
| ----- | ----------------- | ---- | --------- |
| 1     | Xie Wenjun        | CHN  | 13,34 SB  |
| 2     | Chen Kuei-ru      | TPE  | 13,39 NR  |
| 3     | Shunya Takayama   | JPN  | 13,48     |
| 4     | Ahmed al-Muwallad | KSA  | 13,50     |
| 5     | Kim Byoung-jun    | KOR  | 13,57 SB  |
| 6     | Zeng Jianhang     | CHN  | 13,65 =PB |
| 7     | Taiō Kanai        | JPN  | 13,74     |
| 8     | Yang Wei-ting     | TPE  | 13,75     |

Finale: 28. August

#### 400 m Hürden
| Platz | Athlet                     | Land | Zeit (s) |
| ----- | -------------------------- | ---- | -------- |
| 1     | Abderrahman Samba          | QAT  | 47,66 GR |
| 2     | Ayyasamy Dharun            | IND  | 48,96 NR |
| 3     | Takatoshi Abe              | JPN  | 49,12    |
| 4     | Chen Chieh                 | TPE  | 49,62 SB |
| 5     | Santhosh Kumar Tamilarasan | IND  | 49,66 PB |
| 6     | Dmitri Koblow              | KAZ  | 50,60    |
| 7     | Eric Cray                  | PHI  | 51,53    |
| 8     | Han Se-hyun                | KOR  | 51,65    |

Finale: 27. August

#### 3000 m Hindernis
| Platz | Athlet               | Land | Zeit (min)    |
| ----- | -------------------- | ---- | ------------- |
| 1     | Hossein Keyhani      | IRI  | 8:22,79 GR NR |
| 2     | Yaser Salem Bagharab | QAT  | 8:28,21 PB    |
| 3     | Kazuya Shiojiri      | JPN  | 8:29,42       |
| 4     | John Kibet Koech     | BHR  | 8:32,72       |
| 5     | Hashim Mohamed Salah | QAT  | 8:35,40       |
| 6     | Evans Chematot       | BHR  | 8:36,60       |
| 7     | Ali al-Amri          | KSA  | 8:38,29       |
| 8     | Shankar Lal Swami    | IND  | 8:43,43       |

27. August

#### 4 × 100 m Staffel
| Platz | Land                | Athleten | Zeit (s) |
| ----- | ------------------- | --- | -------- |
| 1     | Japan               | Ryōta Yamagata Shūhei Tada Yoshihide Kiryū Asuka Cambridge                                                          | 38,16    |
| 2     | Indonesien          | Mohd Fadlin Lalu Muhammad Zohri Eko Rimbawan Bayu Kertanegara                                                       | 38,77 NR |
| 3     | Volksrepublik China | Xu Haiyang Mi Hong Su Bingtian Xu Zhouzheng                                                                         | 38,89    |
| 4     | Chinesisch Taipeh   | Wei Yi-ching Yang Chun-han Wei Tai-sheng Wang Wei-hsu                                                               | 38,98 SB |
| 5     | Südkorea            | Oh Kyong-soo Park Tae-geon Kim Kuk-young Kim Min-kyun Im Vorlauf: Mo Il-hwan                                        | 39,10    |
| 6     | Thailand            | Kritsada Namsuwan Bandit Chuangchai Chayut Khongprasit Jaran Sathoengram Im Vorlauf: Siripol Punpa                  | 39,29    |
| 7     | Hongkong            | Chan Ming Tai Ng Ka Fung Lai Chun Ho Tsui Chi Ho                                                                    | 39,48    |
|       | Malaysia            | Nixson Anak Kennedy Jonathan Nyepa Muhammad Zulfiqar Ismail Khairul Hafiz Jantan Im Vorlauf: Muhammad Haiqal Hanafi | DSQ      |

30. August

#### 4 × 400 m Staffel
| Platz | Land                | Athleten                                                                                        | Zeit (min)    |
| ----- | ------------------- | ----------------------------------------------------------------------------------------------- | ------------- |
| 1     | Katar               | Abderrahman Samba Mohamed Nasir Abbas Mohamed El Nour Mohamed Abdalelah Haroun                  | 3:00,56 GR AR |
| 2     | Indien              | Kunhu Muhammed Ayyasamy Dharun Muhammed Anas Arokia Rajiv Im Vorlauf: K. S. Jeevan Jithu Baby   | 3:01,85       |
| 3     | Japan               | Julian Walsh Yūki Koike Takatoshi Abe Shōta Iizuka Im Vorlauf: Jun Kimura Shō Kawamoto          | 3:01,94       |
| 4     | Sri Lanka           | Aruna Dharshana Ajith Premakumara Lakshan Kodikara Kalinga Kumarage                             | 3:02,74       |
| 5     | Bahrain             | Musa Isah Ali Khamis Khamis Abdulrahman Khamis Abubakar Abbas                                   | 3:03,97       |
| 6     | Volksrepublik China | Wu Yuang Cai Junqi Lu Zhiquan Yang Lei                                                          | 3:07,16       |
| 7     | Irak                | Yasir Ali al-Saadi Ihab Jabbar Hashi Hashim Ahmed Fadhil Mohammed al-Kinani Taha Hussein Yaseen | 3:07,64       |
| 8     | Pakistan            | Umar Sadaat Mazhar Ali Muhammad Nadeem Mehboob Ali                                              | 3:08,87       |

30. August

#### Hochsprung
| Platz | Athlet                 | Land | Weite (m) |
| ----- | ---------------------- | ---- | --------- |
| 1     | Wang Yu                | CHN  | 2,30      |
| 2     | Woo Sang-hyeok         | KOR  | 2,28 =SB  |
| 3     | Majd Eddin Ghazal      | SYR  | 2,24      |
| 3     | Naoto Tobe             | JPN  | 2,24      |
| 5     | Mahamat Hamdi          | QAT  | 2,24      |
| 6     | Takashi Etō            | JPN  | 2,24      |
| 7     | Nauraj Singh Randhawa  | MAS  | 2,24      |
| 8     | Chethan Balasubramanya | IND  | 2,20      |

Finale: 27. August

#### Stabhochsprung
| Platz | Athlet              | Land | Weite (m) |
| ----- | ------------------- | ---- | --------- |
| 1     | Seito Yamamoto      | JPN  | 5,70 GR   |
| 2     | Yao Jie             | CHN  | 5,50      |
| 3     | Patsapong Amsam-Ang | THA  | 5,50 NR   |
| 4     | Sergei Grigorjew    | KAZ  | 5,40      |
| 5     | Hussain al-Hizam    | KSA  | 5,40      |
| 6     | Jin Min-sub         | KOR  | 5,40      |
| 7     | Ernest Obiena       | PHI  | 5,30      |
| 8     | Nikita Filippow     | KAZ  | 5,30      |

Finale: 29. August

#### Weitsprung
| Platz | Athlet             | Land | Weite (m) |
| ----- | ------------------ | ---- | --------- |
| 1     | Wang Jianan        | CHN  | 8,24 GR   |
| 2     | Zhang Yaoguang     | CHN  | 8,15      |
| 3     | Sapwaturrahman     | INA  | 8,09 NR   |
| 4     | Yūki Hashioka      | JPN  | 8,05      |
| 5     | Shōtarō Shiroyama  | JPN  | 7,98 PB   |
| 6     | Sreeshankar Murali | IND  | 7,95      |
| 7     | Janaka Prasad      | SRI  | 7,86      |
| 8     | Kim Deok-hyeon     | KOR  | 7,65      |

Finale: 26. August

#### Dreisprung
| Platz | Athlet                 | Land | Weite (m) |
| ----- | ---------------------- | ---- | --------- |
| 1     | Arpinder Singh         | IND  | 16,77     |
| 2     | Ruslan Qurbonov        | UZB  | 16,62     |
| 3     | Cao Shuo               | CHN  | 16,56     |
| 4     | Kōhei Yamashita        | JPN  | 16,46     |
| 5     | Pratchaya Tepparak     | THA  | 16,43 PB  |
| 6     | A. V. Rakesh Babu      | IND  | 16,40     |
| 7     | Muhammad Hakimi Ismail | MAS  | 16,15     |
| 8     | Zhu Yaming             | CHN  | 16,11     |

Finale: 29. August

#### Kugelstoßen
| Platz | Athlet             | Land | Weite (m)   |
| ----- | ------------------ | ---- | ----------- |
| 1     | Tejinder Pal Singh | IND  | 20,75 GR NR |
| 2     | Liu Yang           | CHN  | 19,52       |
| 3     | Iwan Iwanow        | KAZ  | 19,40       |
| 4     | Jung Il-woo        | KOR  | 19,15 SB    |
| 5     | Chang Ming-huang   | TPE  | 18,98 SB    |
| 6     | Li Jun             | CHN  | 18,59       |
| 7     | Ali Samari         | IRI  | 18,21       |
| 8     | Promrob Juntima    | THA  | 16,22       |

25. August

#### Diskuswurf
| Platz | Athlet                    | Land | Weite (m) |
| ----- | ------------------------- | ---- | --------- |
| 1     | Ehsan Hadadi              | IRI  | 65,71     |
| 2     | Mustafa al-Saamah         | IRQ  | 60,09 SB  |
| 3     | Essa Mohamed al-Zankawi   | KUW  | 59,44     |
| 4     | Behnam Shiri Jabilou      | IRI  | 58,09     |
| 5     | Muhammad Irfan Shamsuddin | MAS  | 57,70     |
| 6     | Masateru Yugami           | JPN  | 57,62     |
| 7     | Sultan Mubarak al-Dawoodi | KSA  | 57,25     |
| 8     | Wu Jian                   | CHN  | 56,86     |

29. August

#### Hammerwurf
| Platz | Athlet                 | Land | Weite (m) |
| ----- | ---------------------- | ---- | --------- |
| 1     | Ashraf Amgad el-Seify  | QAT  | 76,88     |
| 2     | Dilschod Nasarow       | TJK  | 74,16     |
| 3     | Suhrob Xoʻjayev        | UZB  | 74,06 SB  |
| 4     | Wang Shizhu            | CHN  | 71,31     |
| 5     | Lee Yoon-chul          | KOR  | 71,10     |
| 6     | Qi Dakai               | CHN  | 66,81     |
| 7     | Jackie Wong Siew Cheer | MAS  | 65,92     |
| 8     | Ahmed Amgad el-Seify   | QAT  | 65,33     |

26. August

#### Speerwurf
| Platz | Athlet             | Land | Weite (m) |
| ----- | ------------------ | ---- | --------- |
| 1     | Neeraj Chopra      | IND  | 88,06 NR  |
| 2     | Liu Qizhen         | CHN  | 82,22 PB  |
| 3     | Arshad Nadeem      | PAK  | 80,75 NR  |
| 4     | Ma Qun             | CHN  | 80,46     |
| 5     | Cheng Chao-tsun    | TPE  | 79,81     |
| 6     | Ahmed Bader Magour | QAT  | 78,23     |
| 7     | Ryōhei Arai        | JPN  | 75,24     |
| 8     | Shivpal Singh      | IND  | 74,11     |

27. August

#### Zehnkampf
| Platz | Athlet                  | Land | Punkte  |
| ----- | ----------------------- | ---- | ------- |
| 1     | Keisuke Ushiro          | JPN  | 7878    |
| 2     | Sutthisak Singkhon      | THA  | 7809 NR |
| 3     | Akihiko Nakamura        | JPN  | 7738    |
| 4     | Gong Kewei              | CHN  | 7671 PB |
| 5     | Mohamed Ahmed al-Mannai | QAT  | 7442 PB |
| 6     | Choi Dong-hui           | KOR  | 7345 PB |
| 7     | Fauma Defril Jumra      | INA  | 6112    |
|       | Aries Toledo            | PHI  | DNF     |
|       | Mohammed Jasem al-Qaree | KSA  | DNF     |

25. /26. August

### Frauen

#### 100 m
| Platz | Athlet                    | Land | Zeit (s) |
| ----- | ------------------------- | ---- | -------- |
| 1     | Edidiong Odiong           | BHR  | 11,30 PB |
| 2     | Dutee Chand               | IND  | 11,32    |
| 3     | Wei Yongli                | CHN  | 11,33    |
| 4     | Hajar al-Khaldi           | BHR  | 11,38    |
| 5     | Liang Xiaojing            | CHN  | 11,42 PB |
| 6     | Olga Safronowa            | KAZ  | 11,43    |
| 7     | Zaidatul Husniah Zulkifli | MAS  | 11,61    |
|       | Nigina Sharipova          | UZB  | DSQ      |

Finale: 26. August
Wind: +0,3 m/s
Die ursprünglich siebtplatzierte Usbekin Nigina Sharipova wurde nachträglich wegen eines Dopingverstoßes disqualifiziert.

#### 200 m
| Platz | Athlet           | Land | Zeit (s) |
| ----- | ---------------- | ---- | -------- |
| 1     | Edidiong Odiong  | BHR  | 22,96    |
| 2     | Dutee Chand      | IND  | 23,20    |
| 3     | Wei Yongli       | CHN  | 23,27    |
| 4     | Olga Safronowa   | KAZ  | 23,43    |
| 5     | Kristina Knott   | PHI  | 23,51    |
| 5     | Kong Lingwei     | CHN  | 23,51    |
| 7     | Quách Thị Lan    | VIE  | 23,77    |
|       | Nigina Sharipova | UZB  | DSQ      |

Finale: 29. August
Die ursprünglich viertplatzierte Usbekin Nigina Sharipova wurde nachträglich wegen eines Dopingverstoßes disqualifiziert.

#### 400 m
| Platz | Athlet          | Land | Zeit (s) |
| ----- | --------------- | ---- | -------- |
| 1     | Salwa Eid Naser | BHR  | 50,09 GR |
| 2     | Hima Das        | IND  | 50,79 NR |
| 3     | Elina Michina   | KAZ  | 52,63 SB |
| 4     | Nirmala Sheoran | IND  | 52,96    |
| 5     | Huang Guifen    | CHN  | 53,89    |
| 6     | Tong Zenghuan   | CHN  | 53,95    |
| 7     | Iman Essa Jasim | BHR  | 54,19    |
| 8     | Nguyễn Thị Hằng | VIE  | 54,30 PB |

Finale: 26. August

#### 800 m
| Platz | Athlet                | Land | Zeit (min) |
| ----- | --------------------- | ---- | ---------- |
| 1     | Wang Chunyu           | CHN  | 2:01,80 SB |
| 2     | Margarita Mukaschewa  | KAZ  | 2:02,40    |
| 3     | Manal el-Bahraoui     | BHR  | 2:02,69    |
| 4     | Yume Kitamura         | JPN  | 2:03,88    |
| 5     | Ayano Shiomi          | JPN  | 2:04,57    |
| 6     | Gayanthika Abeyrathne | SRI  | 2:05,50    |
| 7     | Marta Yota            | BHR  | 2:08,12    |
| 8     | Vũ Thị Ly             | VIE  | 2:12,41    |

Finale: 28. August

#### 1500 m
| Platz | Athlet             | Land | Zeit (min) |
| ----- | ------------------ | ---- | ---------- |
| 1     | Kalkidan Gezahegne | BHR  | 4:07,88    |
| 2     | Tigist Gashaw      | BHR  | 4:09,12    |
| 3     | P. U. Chitra       | IND  | 4:12,56    |
| 4     | Nguyễn Thị Oanh    | VIE  | 4:15,49    |
| 5     | Zheng Xiaoqian     | CHN  | 4:16,35 SB |
| 6     | Zhong Xiaoqian     | CHN  | 4:16,50 PB |
| 7     | Kim Son-hui        | PRK  | 4:20,77    |
| 8     | Tamara Armoush     | JOR  | 4:23,59    |

30. August

#### 5000 m
| Platz | Athlet             | Land | Zeit (min) |
| ----- | ------------------ | ---- | ---------- |
| 1     | Kalkidan Gezahegne | BHR  | 15:08,08   |
| 2     | Darja Maslowa      | KGZ  | 15:30,57   |
| 3     | Bontu Rebitu       | BHR  | 15:36,78   |
| 4     | Rina Nabeshima     | JPN  | 15:40,37   |
| 5     | Suriya Loganathan  | IND  | 15:49,30   |
| 6     | Minami Yamanouchi  | JPN  | 15:52,48   |
| 7     | Sanjivani Jadhav   | IND  | 15:52,96   |
| 8     | Sitora Hamidova    | UZB  | 16:00,55   |

28. August

#### 10.000 m
| Platz | Athlet              | Land | Zeit (min)  |
| ----- | ------------------- | ---- | ----------- |
| 1     | Darja Maslowa       | KGZ  | 32:07,23    |
| 2     | Eunice Chumba       | BHR  | 32:11,12 PB |
| 3     | Zhang Deshun        | CHN  | 32:17,78 PB |
| 4     | Alia Saeed Mohammed | VAE  | 32:18,32 SB |
| 5     | Shitaye Eshete      | BHR  | 32:30,24    |
| 6     | Suriya Loganathan   | IND  | 32:42,08    |
| 7     | Yūka Hori           | JPN  | 32:42,73    |
| 8     | Sitora Hamidova     | UZB  | 33:08,93    |

25. August

#### Marathon
| Platz | Athlet                   | Land | Zeit (h) |
| ----- | ------------------------ | ---- | -------- |
| 1     | Rose Chelimo             | BHR  | 2:34:51  |
| 2     | Keiko Nogami             | JPN  | 2:36:27  |
| 3     | Choi Kyung-sun           | KOR  | 2:37:49  |
| 4     | Jo Un-ok                 | PRK  | 2:38:32  |
| 5     | Kim Do-yeon              | KOR  | 2:39:28  |
| 6     | Bajartsogtyn Mönchdsajaa | MNG  | 2:40:14  |
| 7     | Zhang Meixia             | CHN  | 2:41:30  |
| 8     | Hanae Tanaka             | JPN  | 2:42:35  |

26. August
Die Nordkoreanerin Kim Hye-song lief in 2:37:20 h als Dritte ein, wurde aber noch im selben Jahr nach einem positiven Dopingtest disqualifiziert.

#### 20 km Gehen
| Platz | Athlet          | Land | Zeit (h)    |
| ----- | --------------- | ---- | ----------- |
| 1     | Yang Jiayu      | CHN  | 1:29:15 GR  |
| 2     | Qoijing Gyi     | CHN  | 1:29:15 =GR |
| 3     | Kumiko Okada    | JPN  | 1:34:02     |
| 4     | Khushbir Kaur   | IND  | 1:35:24     |
| 5     | Jeon Yeong-eun  | KOR  | 1:37:31     |
| 6     | Ching Siu Nga   | HKG  | 1:39:51     |
| 7     | Lee Jeong-eun   | KOR  | 1:40:14     |
| 8     | Diana Aidossowa | KAZ  | 1:42:32     |

29. August

#### 100 m Hürden
| Platz | Athlet                | Land | Zeit (s) |
| ----- | --------------------- | ---- | -------- |
| 1     | Jung Hye-lim          | KOR  | 13,20    |
| 2     | Emilia Nova           | INA  | 13,33 PB |
| 3     | Lui Lai Yiu           | HKG  | 13,42 PB |
| 4     | Wang Dou              | CHN  | 13,50    |
| 5     | Masumi Aoki           | JPN  | 13,63    |
| 6     | Anastassija Pilipenko | KAZ  | 13,64    |
| 7     | Hitomi Shimura        | JPN  | 13,74    |
| 8     | Hsieh Hsi-en          | TPE  | 13,92    |

Finale: 26. August

#### 400 m Hürden
| Platz | Athlet             | Land | Zeit (s) |
| ----- | ------------------ | ---- | -------- |
| 1     | Quách Thị Lan      | VIE  | 55,30 NR |
| 2     | Aminat Yusuf Jamal | BHR  | 55,65    |
| 3     | Anu Raghavan       | IND  | 56,92    |
| 4     | Huang Yan          | CHN  | 57,48    |
| 4     | Jauna Murmu        | IND  | 57,48    |
| 6     | Eri Utsunomiya     | JPN  | 58,97    |
| 7     | Dipna Lim Prasad   | SGP  | 59,68    |
|       | Kemi Adekoya       | BHR  | DSQ      |

Finale: 27. August
Der ursprünglichen siegreichen Bahrainerin Kemi Adekoya wurde 2019 die Goldmedaille wegen eines Dopingvergehens aberkannt.

#### 3000 m Hindernis
| Platz | Athlet                  | Land | Zeit (min)  |
| ----- | ----------------------- | ---- | ----------- |
| 1     | Winfred Mutile Yavi     | BHR  | 09:36,52    |
| 2     | Sudha Singh             | IND  | 09:40,03    |
| 3     | Nguyễn Thị Oanh         | VIE  | 09:43,83 NR |
| 4     | Zhang Xinyan            | CHN  | 09:46,30 SB |
| 5     | Xu Shuangshuang         | CHN  | 09:47,42 PB |
| 6     | U. K. Nilani Rathnayaka | SRI  | 09:54,65    |
| 7     | Ro Hyo-gyong            | PRK  | 10:05,47 PB |
| 8     | Yukari Ishizawa         | JPN  | 10:13,53    |

27. August

#### 4 × 100 m Staffel
| Platz | Land                | Athleten                                                                                            | Zeit (s) |
| ----- | ------------------- | --------------------------------------------------------------------------------------------------- | -------- |
| 1     | Bahrain             | Iman Essa Jasim Edidiong Odiong Hajar al-Khaldi Salwa Eid Naser                                     | 42,73 GR |
| 2     | Volksrepublik China | Liang Xiaojing Wei Yongli Ge Manqi Yuan Qiqi Im Vorlauf: Huang Guifen Kong Lingwei                  | 42,84    |
| 3     | Kasachstan          | Wiktorija Sjabkina Elina Michina Swetlana Golendowa Olga Safronowa Im Vorlauf: Rima Kaschafutdinowa | 43,82    |
| 4     | Thailand            | Sureewan Runan On-uma Chattha Supawan Thipat Parichat Charoensuk                                    | 44,56 SB |
| 5     | Japan               | Midori Mikase Kana Ichikawa Nodoka Seko Masumi Aoki                                                 | 44,93    |
| 6     | Chinesisch Taipeh   | Liao Ching-hsien Liao Yan-jun Hu Chia-chen Chen Wan-mei                                             | 45,19    |
| 7     | Vietnam             | Lưu Kim Phụng Lê Thị Mộng Tuyền Hà Thị Thu Lê Tú Chinh                                              | 45,42    |
| 8     | Hongkong            | Lam On Ki Leung Kwan Yi Poon Hang Wai Chan Pui Kei                                                  | 45,73    |

30. August

#### 4 × 400 m Staffel
| Platz | Land                | Athleten                                                                         | Zeit (min) |
| ----- | ------------------- | -------------------------------------------------------------------------------- | ---------- |
| 1     | Indien              | Hima Das M. R. Poovamma Sarita Gayakwad V. K. Vismaya                            | 3:28,72    |
| 2     | Bahrain             | Aminat Yusuf Jamal Iman Essa Jasim Edidiong Odiong Salwa Eid Naser               | 3:30,61    |
| 3     | Vietnam             | Nguyễn Thị Oanh Nguyễn Thị Hằng Hoàng Thị Ngọc Quách Thị Lan                     | 3:33,23    |
| 4     | Volksrepublik China | Liang Nuo Cheng Chong Pan Gaoqin Huang Guifen                                    | 3:33,72    |
| 5     | Japan               | Ayaka Kawata Yume Kitamura Eri Utsunomiya Ayano Shiomi                           | 3:34,14    |
| 6     | Kasachstan          | Ljubow Uschakowa Margarita Mukaschewa Swetlana Golendowa Elina Michina           | 3:36,73    |
| 7     | Thailand            | Supanich Poolkerd Arisa Weruwanarak Phimmada Greeso Rawiwan Pratike              | 3:47,89    |
|       | Indonesien          | Sri Maya Sari Gusti Ayu Mardili Ningsih Ulfa Silpiana Dewi Ayu Agung Kurniayanti | DSQ        |

30. August

#### Hochsprung
| Platz | Athlet                | Land | Höhe (m) |
| ----- | --------------------- | ---- | -------- |
| 1     | Svetlana Radzivil     | UZB  | 1,96 GR  |
| 2     | Nadiya Dusanova       | UZB  | 1,94 SB  |
| 3     | Nadeschda Dubowizkaja | KAZ  | 1,84     |
| 4     | Wang Xueyi            | CHN  | 1,80     |
| 5     | Yeung Man Wai         | HKG  | 1,80     |
| 6     | Dương Thị Việt Anh    | VIE  | 1,80     |
| 7     | Michelle Sng          | SGP  | 1,75     |
| 7     | Sepideh Tavakoli      | IRI  | 1,75     |

29. August

#### Stabhochsprung
| Platz | Athlet               | Land | Höche (m) |
| ----- | -------------------- | ---- | --------- |
| 1     | Li Ling              | CHN  | 4,60 GR   |
| 2     | Sukanya Chomchuendee | THA  | 4,30 NR   |
| 3     | Lim Eun-ji           | KOR  | 4,20 SB   |
| 4     | Sheng Yi-ju          | TPE  | 4,10 PB   |
| 5     | Wu Chia-ju           | TPE  | 3,70      |
| 6     | Diva Renatta Jayadi  | INA  | 3,55      |

28. August

#### Weitsprung
| Platz | Athlet               | Land | Weite (m) |
| ----- | -------------------- | ---- | --------- |
| 1     | Bùi Thị Thu Thảo     | VIE  | 6,55 SB   |
| 2     | Neena Varakil        | IND  | 6,51      |
| 3     | Xu Xiaoling          | CHN  | 6,50      |
| 4     | Lu Minjia            | CHN  | 6,50      |
| 5     | Maria Natalia Londa  | INA  | 6,45 SB   |
| 6     | Kim Min-ji           | KOR  | 6,27 PB   |
| 7     | Parinya Chuaimaroeng | THA  | 6,26      |
| 8     | Nguyễn Thị Trúc Mai  | VIE  | 6,19      |

27. August

#### Dreisprung
| Platz | Athlet               | Land | Weite (m) |
| ----- | -------------------- | ---- | --------- |
| 1     | Olga Rypakowa        | KAZ  | 14,26     |
| 2     | Parinya Chuaimaroeng | THA  | 13,93     |
| 3     | Vũ Thị Mến           | VIE  | 13,93 SB  |
| 4     | Chen Ting            | CHN  | 13,69 SB  |
| 5     | Wang Wupin           | CHN  | 13,58 SB  |
| 6     | Irina Ektowa         | KAZ  | 13,58     |
| 7     | Bae Chan-mi          | KOR  | 12,68     |
| 8     | Maesaroh             | INA  | 11,96     |

30. August

#### Kugelstoßen
| Platz | Athlet            | Land | Weite (m) |
| ----- | ----------------- | ---- | --------- |
| 1     | Gong Lijiao       | CHN  | 19,66     |
| 2     | Gao Yang          | CHN  | 17,64     |
| 3     | Noora Salem Jasim | BHR  | 17,11 SB  |
| 4     | Lin Chia-ying     | TPE  | 16,30     |
| 5     | Yelena Smolyanova | UZB  | 15,74     |
| 6     | Lee Mi-young      | KOR  | 15,49     |
| 7     | Eki Febri Ekawati | INA  | 14,61     |
| 8     | Areerat Intadis   | THA  | 14,50     |

26. August

#### Diskuswurf
| Platz | Athlet            | Land | Weite (m) |
| ----- | ----------------- | ---- | --------- |
| 1     | Chen Yang         | CHN  | 65,12     |
| 2     | Feng Bin          | CHN  | 64,25     |
| 3     | Seema Punia       | IND  | 62,26 SB  |
| 4     | Subenrat Insaeng  | THA  | 57,78     |
| 5     | Noora Salem Jasim | BHR  | 51,19 NR  |
| 6     | Charuwan Sroisena | THA  | 43,87 SB  |
| 7     | Fatima al-Hosani  | VAE  | 42,95     |
| –     | Sandeep Kumari    | IND  | DQ        |

30. August

#### Hammerwurf
| Platz | Athlet             | Land | Weite (m) |
| ----- | ------------------ | ---- | --------- |
| 1     | Luo Na             | CHN  | 71,42     |
| 2     | Wang Zheng         | CHN  | 70,86     |
| 3     | Hitomi Katsuyama   | JPN  | 62,95     |
| 4     | Akane Watanabe     | JPN  | 62,45     |
| 5     | Sarita Romit Singh | IND  | 62,03     |
| 6     | Mingkamon Koomphon | THA  | 61,18     |
| 7     | Park Seo-jin       | KOR  | 59,00     |
| 8     | Panwat Gimsrang    | THA  | 55,59     |

25. August

#### Speerwurf
| Platz | Athlet           | Land | Weite (m) |
| ----- | ---------------- | ---- | --------- |
| 1     | Liu Shiying      | CHN  | 66,09 GR  |
| 2     | Lü Huihui        | CHN  | 63,16     |
| 3     | Kim Kyung-ae     | KOR  | 56,74     |
| 4     | Marina Saitō     | JPN  | 56,46     |
| 5     | Li Hui-jun       | TPE  | 54,83     |
| 6     | Annu Rani        | IND  | 53,93     |
| 7     | Natta Nachan     | THA  | 53,32     |
| 8     | Jariya Wichaidit | THA  | 52,36 PB  |

28. August

#### Siebenkampf
| Platz | Athlet              | Land | Punkte  |
| ----- | ------------------- | ---- | ------- |
| 1     | Swapna Barman       | IND  | 6026 PB |
| 2     | Wang Qingling       | CHN  | 5954    |
| 3     | Yuki Yamasaki       | JPN  | 5873 PB |
| 4     | Purnima Hembram     | IND  | 5837    |
| 5     | Yekaterina Voronina | UZB  | 5826    |
| 6     | Meg Hemphill        | JPN  | 5654    |
| 7     | Shen Muhan          | CHN  | 5519    |
| 8     | Chu Chia-ling       | TPE  | 5437 SB |

28./29. August

### Gemischt

#### 4 × 400 m Staffel
| Platz | Land                | Athleten                                                                    | Zeit (min) |
| ----- | ------------------- | --------------------------------------------------------------------------- | ---------- |
| 1     | Indien              | Muhammed Anas M. R. Poovamma Hima Das Arokia Rajiv                          | 3:15,71    |
| 2     | Kasachstan          | Swetlana Golendowa Dmitri Koblow Elina Michina Michail Litwin               | 3:19,52    |
| 3     | Volksrepublik China | Cheng Chong Yang Lei Huang Guifen Wu Yuang                                  | 3:19,91    |
| 4     | Japan               | Jun Kimura Ayaka Kawata Eri Utsunomiya Jun Yamashita                        | 3:21,90    |
| 5     | Vietnam             | Nguyễn Thị Hằng Phan Khắc Hoàng Cấn Thị Thủy Trần Đình Sơn                  | 3:23,59    |
| 6     | Thailand            | Supanich Poolkerd Jirayu Pleenaram Arisa Weruwanarak Phitchaya Sunthonthuam | 3:25,80    |
| 7     | Indonesien          | Heru Astriyanto Gusti Ayu Mardili Ningsih Arif Rahman Maulidah Maulidah     | 3:29,96    |
|       | Bahrain             | Ali Khamis Khamis Kemi Adekoya Salwa Eid Naser Abubakar Abbas               | DSQ        |

28. August
Der ursprünglich siegreichen Bahrainischen Staffel wurde die Goldmedaille 2019 wegen eines Dopingvergehens von Kemi Adekoya aberkannt.

## Abkürzungen
| - WR = Weltrekord - WJR = Juniorenweltrekord - OR = olympischer Rekord - YOR = olympischer Jugendrekord - AR = Kontinentalrekord - AJR = Juniorenkontinentalrekord - NR = nationaler Rekord - NJR = nationaler Juniorenrekord - CR = Meisterschaftsrekord - MR = Veranstaltungsrekord | - WB = Weltbestleistung - WJB = Juniorenweltbestleistung - WYB = Jugendweltbestleistung - AB = Kontinentbestleistung - AJB = Juniorenkontinentalbestleistung - AYB = Jugendkontinentalbestleistung - NB = nationale Bestleistung - NJB = nationale Juniorenbestleistung - NYB = nationale Jugendbestleistung | - PB = persönliche Bestleistung - SB = persönliche Saisonbestleistung - QB = Qualifikationsbestleistung - WL = Weltjahresbestleistung - WJL = Juniorenweltjahresbestleistung - WYL = Jugendweltjahresbestleistung - DSQ = disqualifiziert (engl. Disqualified) - DNS = Wettkampf nicht angetreten (engl. Did Not Start) - DNF = Wettkampf nicht beendet (engl. Did Not Finish) |